# Middle Child
Middle Child è un singolo del rapper statunitense J. Cole, pubblicato il 23 gennaio 2019 come primo estratto dalla terza raccolta Revenge of the Dreamers III.

## Antefatti e pubblicazione
Il 20 gennaio 2019 J. Cole rimosse tutte le foto dal suo profilo Instagram, mentre il giorno seguente pubblicò una serie di post criptici attraverso Twitter che includevano alcuni versi del brano, ovvero: «I'm Counting My Bullets», «I'm Loading My Clips», «I'm Writing Down Names» e «I'm Making a List» («Sto contando i miei proiettili», «Sto riempiendo i caricatori», «Sto annotando i nomi» e «Sto facendo una lista»). Poco dopo però Cole rimosse tali post. Più tardi, nello stesso giorno, Cole annunciò sui social media che avrebbe messo in commercio Middle Child il 23 gennaio seguente, alle 9:00 PM EST. Nel frattempo ne pubblicò la copertina, che presenta il titolo del brano stilizzato in maiuscolo su uno sfondo grigio.
In un'intervista per Complex, il produttore discografico T-Minus ha rilasciato la seguente dichiarazione circa il modo in cui è nato il singolo:

## Promozione
J. Cole eseguì il brano dal vivo per la prima volta durante l'intervallo degli NBA All-Star Game il 17 febbraio 2019 a Charlotte in Carolina del Nord.

## Video musicale
Il video musicale è stato reso disponibile attraverso il canale YouTube del rapper il 25 febbraio 2019. Cole stesso aveva annunciato il video attraverso Twitter il 22 febbraio precedente. La clip è stata girata in Georgia ed è stata diretta dal rapper statunitense King Mez. Il video presenta al suo interno alcuni cameo di artisti della Dreamville Records, tra cui: Lute, Omen e Cozz. Il video segna inoltre il debutto alla regia per King Mez, come egli stesso ha affermato successivamente tramite il proprio profilo Instagram.

## Tracce
Testi di Jermaine Cole, musiche di J. Cole e T-Minus.
1. Middle Child – 3:33

## Formazione
- J. Cole – voce, produzione
- T-Minus – produzione
- Chris Athens – mastering
- Joe LaPorta – mastering
- Juro "Mez" Davis – missaggio, registrazione

## Successo commerciale
Con un solo giorno di vendite conteggiate, Middle Child ha debuttato alla posizione numero 26 della Billboard Hot 100. La settimana seguente il singolo ha raggiunto la quarta posizione con 54,4 milioni di riproduzioni in streaming e 24 000 copie digitali, divenendo il miglior posizionamento dell'interprete nella classifica statunitense prima di essere battuto da My Life due anni dopo.

## Classifiche

### Classifiche settimanali
| Classifica (2019) | Posizione massima |
| ----------------- | ----------------- |
| Australia         | 15                |
| Austria           | 40                |
| Belgio (Fiandre)  | 53                |
| Belgio (Vallonia) | 65                |
| Canada            | 4                 |
| Danimarca         | 29                |
| Estonia           | 8                 |
| Francia           | 192               |
| Germania          | 70                |
| Grecia            | 8                 |
| Irlanda           | 3                 |
| Lettonia          | 4                 |
| Lituania          | 4                 |
| Norvegia          | 16                |
| Nuova Zelanda     | 6                 |
| Paesi Bassi       | 47                |
| Portogallo        | 9                 |
| Regno Unito       | 9                 |
| Repubblica Ceca   | 40                |
| Slovacchia        | 22                |
| Stati Uniti       | 4                 |
| Svezia            | 15                |
| Svizzera          | 28                |
| Ungheria          | 22                |

### Classifiche di fine anno
| Classifica (2019) | Posizione |
| ----------------- | --------- |
| Australia         | 63        |
| Canada            | 36        |
| Lettonia          | 43        |
| Nuova Zelanda     | 32        |
| Stati Uniti       | 25        |